# Río Puripica
El río Puripica es un curso natural de agua que fluye en la cordillera de los Andes de la Región de Antofagasta y desemboca en el río Vilama de la cuenca del salar de Atacama.

## Trayecto
El río Puripica nace en los faldeos del volcán Sairecabur, hasta la confluencia con el río Puritama para dar origen al río Vilama.

## Caudal y régimen
El río Puripica tiene la décima parte (40 l/s) del caudal que el río Puritama tiene en su origen (400 l/s).: 174 

## Historia
Luis Risopatrón escribió en 1924 en su obra Diccionario Jeográfico de Chile sobre el río:
Puripica (Rio). Recibe las aguas de la falda W del cordón limitaneo con Bolivia corre al SW con aguas de aspecto blanquecino i se junta con el rio Puritama, en Guatin, con casi un décimo caudal de este, pero con aguas menos duras, en las que se ha medido 19 °c de temperatura, 98, i, p. 240; p. 117; 134; i156; i El Puripica en 161, i, p. 140.